# Arietellus setosus
Arietellus setosus är en kräftdjursart som beskrevs av Giesbrecht 1892. Arietellus setosus ingår i släktet Arietellus och familjen Arietellidae. Inga underarter finns listade i Catalogue of Life.